# Тримбач, Сергей Васильевич
Сергей Васильевич Тримбач (род. 17 сентября 1950 года, с. Октябрьское, теперь в пределах г. Александрия Кировоградской обл.) — советский и украинский кинокритик, киновед, киносценарист. Бывший председатель Национального союза кинематографистов Украины. Заслуженный деятель искусств Украины (2013). Лауреат Государственной премии Украины им. А. Довженко (2008). Автор многих публикаций, посвященных истории и современности украинского кино.

## Биография
В  1973 году окончил филологический факультет Киевского государственного университета им. Т. Г. Шевченко. Работал консультантом Союза кинематографистов Украины, затем — научным сотрудником отдела теории искусств Института искусствоведения, фольклористики и этнологии им. М. Т. Рыльского НАН Украины (ИИФЭ НАНУ). В 1998—2004 годах — заместитель генерального директора Национального центра Александра Довженко по вопросам архивно-научной работы. В 2001—2004 годах исполнял обязанности директора Музея Киевской киностудии имени А. Довженко. С 2005 года — заведующий отделом киноискусства и телевидения ИИФЭ НАНУ.
С декабря 2016 года — заместитель председателя Комитета по вручению Национальной премии Украины имени Тараса Шевченко.

## Творчество
Автор сценариев фильмов «Трудно первые сто лет» (1997), «Творец с Божьей искрой» (1997, в соавт.), «Златокрай» (1996, авт. фанеру. текста), «Богдан Ступка. Львовские хроники» (1998), «Небылицы про Борислава» (1999), «Любовь небесная» (2002), «Вечный крест» (2003), «Опасно свободный человек» (2004), «Живые» (2008), «Довженко начинается» (2009) и др.
С 1976 года выступает в печати со статьями и рецензиями по вопросам киноискусства. Автор и соавтор ряда книг, где разрабатываются проблемы эстетики и поэтики творчества. Автор книги «Александр Довженко. Гибель богов / Идентификация автора в национальном время-пространстве» (2007). Составитель книг: «Иван Миколайчук. Белая птица с чёрной отметиной» (1991), «Александр Довженко. Фильмы. Рисунки. Замыслы» (1994), «Иван Миколайчук» (2001), «Довженко и кино XX века» (2004, в соавт.), «Украина — Германия: кинематографические связи» (2009, в соавт.).

## Награды
За публикации отмечен премиями:
- Союза кинематографистов СССР (1980)
- Союза кинематографистов Таджикистана (1982)
- Союза кинематографистов Украины (1987)
- Имени Феликса Соболева (2006)
- Имени Виктора Демина (2007, Россия)
- Имени Александра Довженко (2008)
- Фильмы «Любовь небесная», «Вечный крест», «Опасно свободный человек», «Довженко начинается…» получили призы многих международных и национальных кинофестивалей.